# Suurejõe
Suurejõe är en ort i Estland. Den ligger i Vändra kommun och landskapet Pärnumaa, i den centrala delen av landet, 90 km söder om huvudstaden Tallinn. Suurejõe ligger 33 meter över havet och antalet invånare är 250.
Terrängen runt Suurejõe är mycket platt. Runt Suurejõe är det mycket glesbefolkat, med 5 invånare per kvadratkilometer. Närmaste större samhälle är Vändra, 5,0 km nordväst om Suurejõe. I omgivningarna runt Suurejõe växer i huvudsak blandskog.